# Distribuční mix
Distribuční mix je jednou ze základních složek marketingového mixu, který známe pod pojmem 4P (výrobkový mix = product, cenový mix = price, komunikační mix = promotion, distribuční mix = place). Distribuční mix je most spojující zákazníka s produktem. Představuje rozsáhlý komplex opatření. Je důležité, aby výrobek byl dostupný ve správném množství na správném místě v době, kdy jej zákazník požaduje. Zahrnuje soubor postupů a operací, jejichž prostřednictvím se výrobek dostává postupně z místa svého vzniku do místa svého určení, kde bude spotřebován. Zabezpečuje zpřístupnění výrobku nebo služby kupujícímu. Distribuční mix je souhrn činností zabezpečující pohyb zboží s cílem zvýšit nákup (distribuční cesty, distribuční mezičlánky, distribuční systémy, fyzická distribuce, apod.)
„Můžete vyrobit lepší pastičku na myši, ale pokud nebude ve správnou dobu na správném místě, nebude k ničemu.“ (E. J. McCarthy, W. D. Perreault: Základy marketingu)
Distribuce je veškerá činnost spojená s pohybem zboží od výrobce ke konečnému spotřebiteli v místě určení. Tato složka marketingového mixu představuje souhrn činností všech subjektů, kteří se podílejí na zpřístupnění hotových produktů konečným uživatelům prostřednictvím tzv. distribučních cest. Distribuční cesta představuje soubor cíleně uspořádaných, vzájemně závislých organizací (marketingových zprostředkovatelů), které se podílejí na procesu zpřístupňování výrobků a služeb zákazníkům. Jednotlivci a organizace se podílejí na procesu zajištění transferu produktů z místa jejich vzniku do místa konečné spotřeby nebo užití. Zákazníkem je konečný spotřebitel nebo zákazník na průmyslovém trhu. Rozhodování o distribučních cestách patří mezi nejkomplikovanější oblasti řízení v marketingu, protože jejich volba ovlivňuje zejména cenovou tvorbu.

## Funkce marketingové distribuční cesty
- Překlenutí časového nesouladu mezi výrobou a spotřebou,
- doprava z místa výroby na místo spotřeby,
- rozdělení vyrobeného množství na menší balení,
- výzkum trhu,
- marketingová komunikace,
- získávání kontaktů,
- kompletace sortimentu,
- uskladnění zboží,
- poskytování informací,
- propagace,
- profesionální vedení obchodních jednání,
- fyzická distribuce,
- přesuny vlastnictví mezi subjekty,
- získávání finančních prostředků na provoz,
- přebírání rizika s pohledem na vlastnictví od výrobce na obchodníka.

## Typy distribučních cest
Rozlišujeme distribuční cesty přímé, kdy dochází k přímému kontaktu mezi výrobci a spotřebiteli, a distribuční cesty nepřímé, které využívají služeb mezičlánků. Čím větší je počet mezičlánků, tím delší je distribuční cesta.
K nejužívanějším distribučním mezičlánkům patří velkoobchodní a maloobchodní organizace. Velkoobchod zahrnuje činnosti související s nákupem zboží a služeb a jeho prodejem dalším subjektům, které zajišťují jeho další prodej. Jeho úkolem je nákup zboží ve velkém a prodej v malém množství. Velkoobchodní firmy nakupují převážně zboží od výrobců a prodávají většinou maloobchodním prodejcům, firmám a jiným velkoobchodníkům. Hlavními typy velkoobchodních organizací jsou univerzální velkoobchody, speciální velkoobchody a organizace typu „Cash and Carry“ a zásilkové organizace. Maloobchod zahrnuje aktivity spojené s prodejem zboží a služeb konečným spotřebitelům. Pro některé maloobchodní prodejce je výrobkovou řadou služba. Patří sem hotely, banky, aerolinie, vysoké školy, nemocnice, kina, tenisové kluby, restaurace, opravny, kadeřnictví, apod. Hlavními typy maloobchodních organizací jsou specializované obchody, obchodní domy, supermarkety, velkoprodejny, hypermarkety, obchody s levným zbožím, katalogové předváděcí prodejny, místní prodejny a obchodní centra.
- výrobce –------------------------------------------------spotřebitel
- výrobce –----------------------------- maloobchod – spotřebitel
- výrobce –-----------velkoobchod – maloobchod – spotřebitel
- výrobce – agent – velkoobchod – maloobchod – spotřebitel

Výhody přímých distribučních cest:
- Přímý kontakt se spotřebitelem
- Účinné zpětné vazby mezi výrobcem a spotřebitelem
- Nižší náklady díky neúčasti mezičlánku

Nevýhody přímých distribučních cest:
- Nutnost navázat velký počet kontaktů s partnery
- Obtíže při prezentaci výrobku
- Neekonomičnost přímých dodávek v případech zboží hromadného nebo širokého použití a také pro zákazníky, kteří jsou od sebe daleko rozptýleni

Výhody nepřímých distribučních cest:
- Výrobce přenechává část úkonů distribučním mezičlánkům
- Využití zkušeností, specializace a kontaktů distribučních mezičlánků ve styku se zákazníkem

Nevýhody nepřímých distribučních cest:
- Ztráta kontroly výrobce nad zbožím
- Problémy při získávání informací o konečném spotřebiteli
- Nezbytná periodická motivace distribučních mezičlánků
- Závislost výrobce na marketingové strategii mezičlánků
- Riziko neplnění plateb
- Zvýšení nákladů distribuční cesty

## Základní typy distribučních mezičlánků
Jsou prostředníci, zprostředkovatelé, obchodní zástupci a podpůrné mezičlánky. Prostředníci zboží nakupují a dále prodávají. Jedná se o nezávislé subjekty. Řadíme k nim firmy, které poskytují komplexní velkoobchodní služby a subjekty poskytující vybrané služby, např. velkoobchodní prodejny, družstevní velkoobchodní firmy, zásilkové velkoobchodní firmy. Zprostředkovatelé a obchodní zástupci jsou členové distribuční cesty, kteří mohou vykonávat činnost jak pro výrobce, tak pro kupujícího a jejich úkolem je vyhledávat kontakty a pomáhat procesu směny zboží. Jako odměnu inkasují provizi z prodejní ceny. Obvykle se specializují podle komodit nebo podle typu odběratelů. Zprostředkovatel (broker) zprostředkovává kontakt mezi kupujícím a prodávajícím a je nápomocen při vzájemných jednáních. Poskytují své služby např. při nákupu a prodeji realit, v pojišťovnictví, apod. Obchodní zástupci (agenti) fungují jako reprezentanti kupujících nebo prodávajících na základě dlouhodobějšího vztahu, jednají cizím jménem na cizí účet a riziko. Nejčastějším typem jsou obchodní zástupci výrobců. Podpůrné mezičlánky (dopravní firmy, banky) poskytují služby a usnadňují směnu zboží. Distributor je subjekt, který výrobky prodává, prodej zprostředkovává a neovlivňuje vlastnosti výrobku.

## Distribuční organizace
- Specializované prodejny: pro tyto prodejny je typický široký a hluboký sortiment, cenová relace je vyšší, jsou kladeny vysoké nároky na odbornost personálu.

- Úzce specializované prodejny: mají úzký, ale hluboký výsek sortimentního spektra, vysoké ceny spojeny s poskytovanými službami, s nároky na vedení zásob, vysoké nároky na odbornost personálu, umístění v městských centrech, regionální nákupní střediska.
- Smíšené prodejny: jsou umístěny na venkově, v okrajových částech měst, sortiment zahrnuje potraviny i nepotraviny – zboží běžné potřeby, vysoké náklady a ceny.

- Obchodní domy: prodej nepotravinářského zboží, nejčastěji sortiment odívání a spojené služby, minimální velikost 1500 m2, centra měst, regionální nákupní centra, kombinovaná forma prodeje jako je pultový prodej, volný výběr i samoobsluha.
- Superety: jsou malou samoobsluhou potravin, většinou jsou zde i základní druhy nepotravinářského zboží, na nádražích, letištích, podchodech, součást velkých čerpacích stanic, velikost cca 200-400 m2.

- Supermarkety: velkoprodejna s plným sortimentem potravin a základními druhy nepotravinářského zboží, převážně forma samoobsluhy, velikost cca 400-2500 m2.

- Hypermarkety: jsou lokalizovány na okrajích i mimo města, potravinářské i nepotravinářské zboží (převažuje) denní, časté i občasné poptávky, převážně forma samoobsluhy, velikost 2500-5000 m2( někdy až 15 000).

- Specializované velkoprodejny: převážně nepotravinářské zboží s velkou obrátkou, samoobslužná forma prodeje, nižší cenová hladina, nižší provozní náklady (např. Baumax, OBI)

- Diskontní prodejny: nestálý sortiment, soustřeďuje se do center levného nákupu, samoobslužná forma prodeje, zboží nabízeno rovnou z palet, nižší spotřeba živé práce, prodejny jsou zřizovány na levných pozemcích, nemívají výkladní skříně, prodloužená prodejní doba, často soboty i neděle.

## Distribuce spotřebních a výrobních předmětů
V oblasti distribuce spotřebního zboží se zpravidla setkáme s delší distribuční cestou. Přímá distribuční cesta není obvyklá. Využívá se zejména u výrobků, které podléhají rychlé zkáze, u některých kosmetických výrobků a výrobků pro domácnost a u výrobků, které jsou nabízeny prostřednictvím katalogů, brožur apod. Nepřímá distribuční cesta je častější a využívá se u zboží denní potřeby, u běžně dostupného standardního zboží.
V oblasti distribuce výrobních prostředků převažují zejména přímé distribuční cesty. Využívá se zejména u dodávek surovin, materiálů, součástek, polotovarů, strojů a složitých zařízení, drahých výrobků. Použitím dvou mezičlánků je neobvyklé.

## Distribuční strategie
Na rozhodování o podobě strategie je nutné rozhodnout tři body:
- volba distribučního kanálu
- intenzita distribučního kanálu
- stupeň integrace distribučního kanálu

### Volba distribučního kanálu
je ovlivněna těmito faktory:
- tržní faktory (chování a potřeby kupujících, ochota kanálu k vzniku prostředníků, umístění zákazníků)
- výrobní faktory (dostatek finančních zdrojů, produktový mix, požadovaný stupeň kontroly kanálu)
- produktové faktory (požadavky na přímou distribuci, trvanlivost)
- konkurenční faktory (přístup k inovacím, obchodní nebo výrobní distribuční síť, přímý marketing)

### Intenzita distribučního kanálu
- Intenzivní strategie znamená prodej prostřednictvím co největšího počtu vhodných prodejních míst v určité oblasti. Jedná se o masovou distribuci, která je vhodná pro standardní rychloobrátkové zboží, které je relativně levné, nakupované rutinním způsobem. Jedná se většinou o zboží časté potřeby (noviny, pohlednice, potraviny, alkohol, cigarety) a zboží nouzového charakteru (léky, hygienické potřeby).

- Exkluzivní strategie představuje prodej prostřednictvím velmi omezeného počtu prodejních míst. Distribuce je určena zejména pro prodej drahého, luxusního zboží a některých osobních služeb. Podporuje image výjimečnosti výrobku a umožňuje dosažení vyšších cen.

- Selektivní strategie představuje prodej prostřednictvím omezeného počtu prodejních míst. Výrobce spolupracuje s větším množstvím prodejců, ale právo vést zboží výrobce nezíská každý prodejce, který má o spolupráci zájem, uplatňují se dobře zavedené firmy. Výrobce do určité míry zachovává možnost ovlivňovat způsob prodeje, výši ceny, formy marketingové komunikace. Tato strategie se používá především pro výrobky se silnou image a k prodeji zboží, které je nakupováno občas jako je nábytek, obuv, spotřební elektronika.

### Stupeň integrace kanálu
může být následující:
- tradiční marketingový kanál (tvrdé vyjednávání a občas konflikt)
- frančízing (výrobce a prostředník souhlasí s podmínkami a povinnostmi každého člena)
- vlastnictví kanálu (celková kontrola distribučního kanálu)

## Management distribučního kanálu
je klíčem ke správné funkci distribuční strategie. Zahrnuje volbu, motivaci, školení, hodnocení a řešení konfliktů kanálu.
Konflikty mohou vznikat z těchto příčin:
- rozdíly v cílech
- rozdíly v požadovaných produktech
- vícero distribučních kanálů
- nedostatečná výkonnost

Řešení a předcházení konfliktů obvykle znamená:
- vytvoření partnerského přístupu
- školení v řešení konfliktu
- rozdělení trhu
- zlepšování výkonnosti
- vlastnictví kanálu
- nátlak, donucení

Fyzická distribuce (logistika) znamená tok hotových výrobků směřující ven z podniku. Tento pohyb je doprovázen i řadou nehmotných procesů, jako je pohyb informací a údajů používaných pro evidenci, kontrolu a rozhodování.
Zahrnuje:
- zákaznickou podporu
- přijetí a vyřizování objednávek
- řízení zásob
- manipulace se zbožím a jeho skladování,
- dopravu a systém informací, řízení a kontroly.

## Distribuční systémy
- Vertikální distribuční systém znamená prolínání výrobních a obchodních činností, zahrnuje jednotlivé subjekty, které se chovají jako jednotný systém, přičemž jeden subjekt může vlastnit subjekty ostatní, spolupracuje s nimi formou franšízy nebo má dominantní postavení. Vertikální spolupráce může probíhat i mezi obchodními firmami.

- Horizontální distribuční systém znamená spojení zdrojů nebo programů dvou i více firem v zájmu využití nové příležitosti na trhu. Spolupracovat mohou i firmy ze stejného odvětví a spolupráce může být dočasná nebo trvalá.

- Vícecestné marketingové DS znamená využití dvou a více distribučních cest k dosažení jednoho nebo více segmentů zákazníků. Nedostatkem je vzájemná konkurence jednotlivých distribučních cest, někdy vznikají rušivé konflikty. Výhodou je pohodlnější nákup pro zákazníky, nižší distribuční náklady a intenzivnější pokrytí trhu.

## Etické problémy
- poplatky za zalistování zboží
- šedý dovoz
- excluzivní zastoupení
- omezení v dodávkách